# Park Sol-mi
Park Sol-Mi (de nacimiento Hye-Jung) es una actriz surcoreana. Participó en la popular serie Sonata de invierno e hizo su debut fílmico en Dance with the Wind.

## Carrera
Sol-Mi tuvo un papel menor en la serie Papa de 1996 , luego de lo cual debutó oficialmente en un concurso de talento amateur de la MBC en 1998. Su avance artístico se produjo en 2002, cuando participó en varios dramas de televisión, incluyendo las Chicas Malas y la popular Sonata de Invierno. 
En 2004 debutó cinematográficamente en Dance with the Wind del director Park Jung-woo, película la cual la llevó a aprender baile de salón durante un período de cuatro meses de entrenamiento intensivo.
Por su segunda película, Paradise Murdered, recibió una nominación como Mejor Actriz en el Blue Dragon Film Awards 2007.
En 2008, firmó un contrato con la empresa Heavenly Star Entertainment. Después de una pausa de tres años lejos de la televisión, fue anunciada como la protagonista del drama de la MBC, Mi Señora, un remake de la serie Terminal de la década de 1980 . Park dijo que encontraba al personaje Sera atractivo tanto por los lados buenos como por los malos de su personalidad.

## Otras actividades
Además de ser actriz es también una pianista aficionada. Después de asistir a un concierto de pop japonés del grupo Jaja en el año 2005,  expreso su deseo de presentarse con la banda, y más tarde fue invitada a tocar en su segundo álbum, I Love you. Sol-Mi participó tocando el piano en el sencillo que daba nombre al álbum, y también apareció en el vídeo promocional. El álbum fue lanzado en febrero de 2006 por Horipro bajo MusicTaste. Esta también activa en Japón con diversas promociones y anuncios publicitarios.

## Vida personal
Ella comenzó a salir con el actor Han Jae-suk, después que protagonizaron juntos Merchant Kim Man-deok (2010). Se casaron en el Aston House, Sheraton Grande Walkerhill Hotel de Seúl el 21 de abril de 2013. En septiembre de 2013, su agencia anunció que la pareja estaba esperando su primer hijo.
El 23 de marzo de 2014 dio a luz a su hija.

## Filmografía

### Series de televisión
| Año  | Título                 | Papel                  | Canal | Ref.          |
| ---- | ---------------------- | ---------------------- | ----- | ------------- |
| 1996 | Papa                   | cameo (ep.15)          | KBS2  |               |
| 2001 | Wuri's Family          | Han Ha-Na              | MBC   |               |
| 2002 | Winter Sonata          | Oh Chae-Rin            | KBS2  |               |
| 2002 | Bad Girls              | Park Jae-Kyung         | SBS   |               |
| 2003 | All In                 | Seo Jin-Hee            | SBS   |               |
| 2005 | Golden Apple           | Kim Kyung-Sook         | KBS2  |               |
| 2008 | My Lady                | Se-Ra                  | MBC   |               |
| 2009 | Style                  | Choi Ae-Young (ep.7-8) | SBS   |               |
| 2010 | Merchant Kim Mandeok   | Oh Moon-Sun            | KBS1  |               |
| 2012 | Dear You               | Seo Chan-Joo           | JTBC  |               |
| 2016 | My Lawyer, Mr. Jo      | Jang Hae-Kyung         | KBS2  | [ 17 ] [ 18 ] |
| 2018 | Feel Good to Die       | Yoo Shi-baek           | KBS2  |               |
| 2025 | The Scandal of Chunhwa | Concubina real Kim     | TVING | [ 19 ]        |

### Películas
| Año  | Título              | Rol           |
| ---- | ------------------- | ------------- |
| 2004 | Dance with the Wind | Song Yeon-Hwa |
| 2007 | Paradise Murdered   | Jang Gwi-Nam  |
| 2009 | Handphone           | Kim Jung-Yeon |

### Espectáculos de variedad
| Año             | Título                                       | Red | Notas                                                  |
| --------------- | -------------------------------------------- | --- | ------------------------------------------------------ |
| 2012-2013, 2018 | Law of the Jungle – Amazon, Galapagos, Sabah | SBS | 15 episodios - Miembro del reparto (ep.41-50, 325-329) |

## Premios
| Año  | Premio                 | Categoría               | Trabajo nominado |
| ---- | ---------------------- | ----------------------- | ---------------- |
| 1998 | MBC 신인탤런트선발대회 | Grand Prize             |                  |
| 1998 | MBC 신인탤런트선발대회 | premio a la popularidad |                  |
| 2002 | SBS Drama Awards       | premio nueva estrela    | Bad Girls        |